# هبی
هبی (به لاتین: Hebi) یک شهر مرکزی در جمهوری خلق چین است که در استان هنان واقع شده‌است. هبی ۲٬۱۸۲ کیلومتر مربع مساحت و ۱٬۴۲۷٬۷۰۰ نفر جمعیت دارد.